# Frazionamento del plasma
Con frazionamento del plasma ci si riferisce ai processi generali di separazione dei vari componenti del plasma sanguigno, una componente del sangue ottenuta tramite il frazionamento del sangue, per ottenere plasmaderivati. 
Il plasma contiene una grande varietà di proteine tra cui albumina, immunoglobuline e fattori della coagulazione come il fibrinogeno. Molte delle proteine nel plasma hanno importanti usi terapeutici: l'albumina è comunemente usata per reintegrare e mantenere il volume del sangue dopo una lesione traumatica, durante un intervento chirurgico e durante le plasma exchange.
L'albumina costituisce circa il 60% delle proteine totali nel plasma ed è presente a concentrazioni comprese tra 35 e 55 mg/mL; è la principale responsabile della pressione osmotica del sangue e funziona come trasportatore di molecole con bassa solubilità in acqua come ormoni liposolubili, enzimi, acidi grassi, ioni metallici e farmaci.

## I plasmaderivati
| Componente                              | Indicazioni                                                                                                 |
| --------------------------------------- | --- |
| Antitrombina III                        | Deficit congenito Coagulazione intravascolare disseminata                                                   |
| Concentrato del complesso protrombinico | Overdose di anticoagulanti Insufficienza epatica                                                            |
| C1-inibitore                            | Angioedema ereditario                                                                                       |
| Fattore VIII                            | Emofilia A                                                                                                  |
| Fattore IX                              | Emofilia B                                                                                                  |
| Fattore X                               | Deficit congenito                                                                                           |
| Fattore XIII                            | Deficit congenito                                                                                           |
| Fibrinogeno                             | Deficit congenito Emorragie massive                                                                         |
| Immunoglobuline                         | Immunoprofilassi Immunodeficienze Porpora trombocitopenica immune Sindrome di Guillain-Barré Polineuropatie |
| Albumina                                | Ipoalbuminemia Ascite Ripristino della volemia (trauma, ustioni, chirurgia)                                 |
| Alfa 1-antitripsina                     | Deficit congenito Enfisema, BPCO Cirrosi epatica                                                            |

## Tecniche di frazionamento
Quando l'obiettivo finale della lavorazione del plasma è ottenere un componente plasmatico per iniezioni o per trasfusioni, questo componente deve essere altamente puro.
Il primo metodo pratico su larga scala per il frazionamento del plasma sanguigno fu sviluppato da Edwin J. Cohn durante la seconda guerra mondiale, ed è noto come il processo di Cohn, o frazionamento ad etanolo freddo, poiché comporta un apporto graduale nella soluzione di etanolo a 5 °C e 3 °C. Il processo di Cohn sfrutta le differenze nelle proprietà delle varie proteine plasmatiche, in particolare l'elevata solubilità e il basso punto isoelettrico dell'albumina. Poiché la concentrazione di etanolo viene aumentata gradualmente dallo 0% al 40%, il pH viene ridotto da neutro (circa 7) a circa 4,8, vicino al punto isoelettrico dell'albumina.
Ad ogni stadio alcune proteine vengono fatte precipitare e rimosse; il precipitato finale è l'albumina purificata. 
Esistono diverse varianti di questo processo, incluso un metodo adattato da Nitschmann e Kistler che utilizza meno passaggi e sostituisce la centrifugazione e il congelamento con la filtrazione e diafiltrazione.
Alcuni nuovi metodi di purificazione dell'albumina aggiungono ulteriori passaggi di purificazione al processo di Cohn e alle sue variazioni, mentre altri incorporano la cromatografia. L'elaborazione cromatografica dell'albumina come alternativa al processo di Cohn emerse all'inizio degli anni '80, tuttavia non fu ampiamente adottata per lungo tempo a causa dell'inadeguata disponibilità di apparecchiature cromatografiche su larga scala. I metodi che incorporano la cromatografia generalmente iniziano con il plasma criodepleto sottoposto a diafiltrazione buffer exchange o cromatografia buffer exchange, per preparare il plasma per le successive fasi di cromatografia a scambio ionico. Dopo lo scambio di ioni vi sono generalmente ulteriori fasi di purificazione cromatografica e buffer exchange.